# Izzeldin Abuelaish
Izzeldin Abuelaish (Arabisch: عزالدين أبو العيش) (Jabalia (vluchtelingenkamp) (Gazastrook), 3 februari 1955) is een Palestijns arts. Hij was de eerste Palestijnse arts die als medisch specialist een officiële aanstelling kreeg binnen een Israëlisch ziekenhuis. Een jaar sinds het begin van de Gaza-oorlog in oktober 2023 werd hij vredesactivist en schrijver en reist de wereld rond met zijn boodschap tegen haat en wraak. Hij is meermalen genomineerd voor de Nobelprijs voor de Vrede.

## Biografie
Via een beurs kon Abuelaish geneeskunde studeren aan de Universiteit van Caïro. Vervolgens studeerde hij gynaecologie aan de universiteit van Londen en vervolmaakte hij zich in Italië en België.
In 2008 stief zijn vrouw aan leukemie en bleef hij achter met hun acht kinderen.
In 2009 was hij als senior onderzoeker werkzaam aan het Gertner Institute van het Sheba Hospital in Tel Aviv toen, tijdens een invasie van Israëlische troepen, drie dochters en een nicht van hem gedood werden in zijn huis in Gaza.  Naar aanleiding hiervan schreef hij het boek I Shall Not Hate (2010), met als belangrijkste boodschap "Haat mag niet zegevieren", en richtte hij een stichting op: Daughters For Life. Deze stichting stimuleert jonge vrouwen om verder te studeren. Van zijn boek is ook een documentaire verschenen.
Door Israëlische bombardementen op Gaza na 7 oktober 2023 en al meer dan 55 familieleden van hem gedood. Na een jaar sindsdien reist hij de wereld rond met een boodschap aan de internationale gemeenschap om aan die oorlog een einde te maken. In Nederland ging hij in gesprek met kritische rijksambtenaren, die wekelijks demonstreren voor het ministerie van Buitenlandse Zaken, en met de minister zelf.
Momenteel is Abuelaish werkzaam en woonachtig in Toronto waar hij professor is aan de  universiteit van Toronto.

## Eerbetoon
- 2009 - Genomineerd voor de Sacharovprijs[7]
- 2010 - Mahatma Gandhi Peace Award van Canada[8]
- 2012 - Burgerschapsprijs Stichting P&V[9]
- 2013 - lid van de Orde van Ontario[10]
- 2014 - Vredesprijs van de universiteit van Calgary[11]